# Radzanów (gemeente in powiat Mławski)

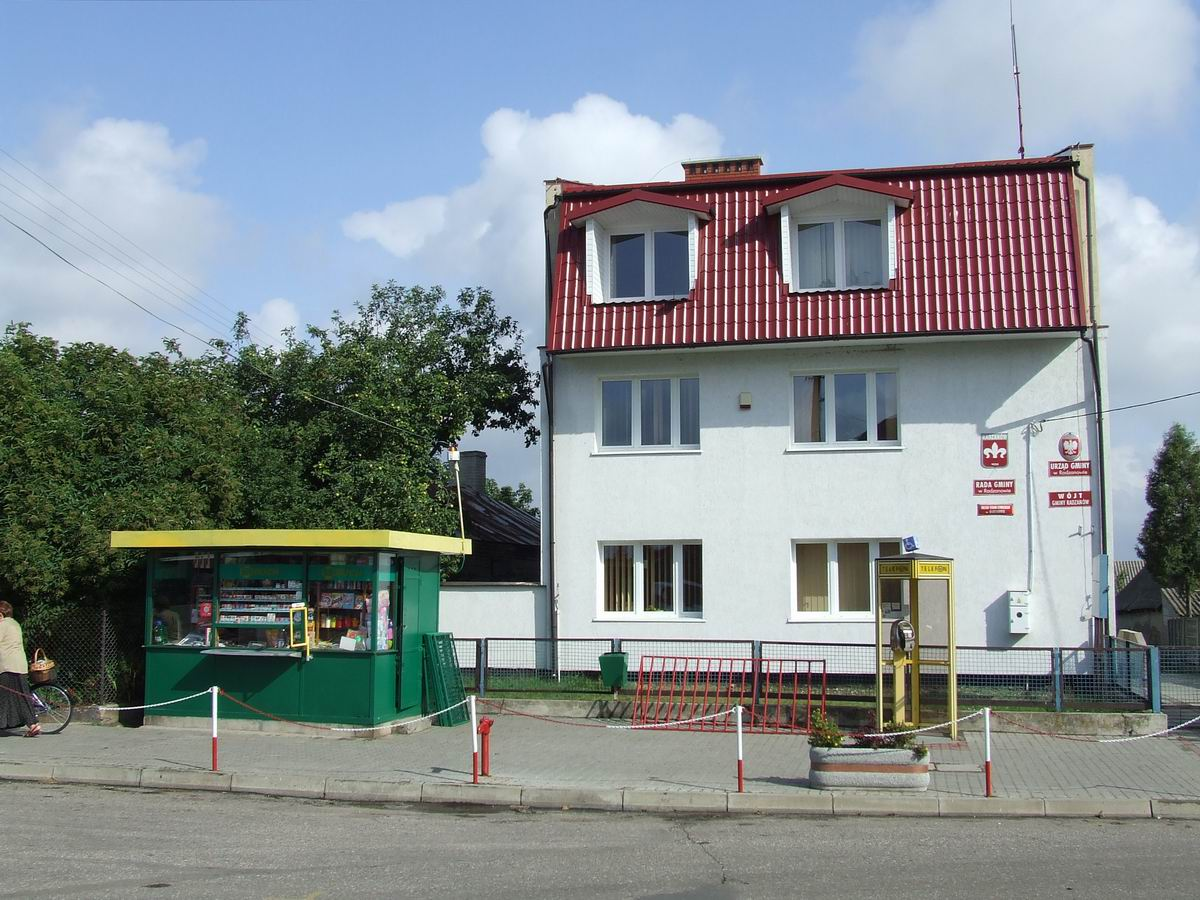
Gemeentehuis in Radzanów

De gemeente Radzanów is een landgemeente in het Poolse woiwodschap Mazovië, in powiat Mławski.
De zetel van de gemeente is in Radzanów.
Op 30 juni 2004 telde de gemeente 3662 inwoners.

## Oppervlaktegegevens
In 2002 bedroeg de totale oppervlakte van gemeente Radzanów 98,7 km², waarvan:
- agrarisch gebied: 74%
- bossen: 17%

De gemeente beslaat 8,43% van de totale oppervlakte van de powiat.

## Demografie
Stand op 30 juni 2004:
| Omschrijving                   | Totaal | Totaal | Vrouwen | Vrouwen | Mannen | Mannen |
| ------------------------------ | ------ | ------ | ------- | ------- | ------ | ------ |
| eenheid                        | aantal | %      | aantal  | %       | aantal | %      |
| inwoners                       | 3662   | 100    | 1828    | 49,9    | 1834   | 50,1   |
| bevolkingsdichtheid (inw./km²) | 37,1   | 37,1   | 18,5    | 18,5    | 18,6   | 18,6   |

In 2002 bedroeg het gemiddelde inkomen per inwoner 1343,98 zł.

## Sołectwa
Bębnowo, Bębnówko, Bieżany, Bojanowo, Bońkowo Kościelne, Bońkowo-Podleśne, Budy-Matusy, Cegielnia Ratowska, Gradzanowo Włościańskie, Gradzanowo Zbęskie, Gradzanowo Zbęskie-Kolonia, Józefowo, Luszewo, Radzanów, Ratowo, Wróblewo, Zgliczyn Witowy, Zgliczyn-Glinki.
Zonder de status sołectwo : Trzciniec, Zieluminek.

## Aangrenzende gemeenten
Bieżuń, Raciąż, Siemiątkowo, Strzegowo, Szreńsk